# Wasilkiszki 2
Wasilkiszki 2 (biał. Васількішкі 2; ros. Василькишки 2) – dawna wieś na Białorusi, w obwodzie witebskim, w rejonie brasławskim, w sielsowiecie Plusy.

## Historia
W czasach zaborów miejscowość leżała w granicach Imperium Rosyjskiego.
W latach 1921–1945 kolonia leżała w Polsce, w województwie nowogródzkim (od 1926 w województwie wileńskim), w powiecie brasławskim, w gminie Plusy.
W Powszechnym Spisie Ludności z 1921 roku spisano łącznie Wasilkiszki I do VI. W miejscowościach zamieszkiwało 245 osób, 195 było wyznania rzymskokatolickiego a 50 staroobrzędowego. Jednocześnie 187 mieszkańców zadeklarowało polską przynależność narodową a 58 białoruską. Było tu 40 budynków mieszkalnych. W 1931 w 4 domach zamieszkiwało 14 osób.
Wierni należeli do parafii rzymskokatolickiej w Plusach. Miejscowość podlegała pod Sąd Grodzki w Brasławiu i Okręgowy w Wilnie; właściwy urząd pocztowy mieścił się w Plusach.